# Wolfgang Lüke
Wolfgang Lüke (* 26. Januar 1956) ist ein deutscher Rechtswissenschaftler und Hochschullehrer an der Universität Leipzig.

## Leben
Lüke studierte Rechtswissenschaften an den Universitäten Saarbrücken, Regensburg und Freiburg. In Freiburg legte er 1980 sein Erstes Juristisches Staatsexamen ab und leistete anschließend sein Referendariat ab, das er 1983 mit dem Zweiten Staatsexamen beendete. Parallel zu seinem Referendariat arbeitete er als wissenschaftlicher Mitarbeiter von Peter Arens. Dort promovierte Lüke 1985 zum Dr. iur. Anschließend forschte er an der University of Chicago und erwarb dort 1987 den Titel Master of Laws. Anschließend lehrte er nach Freiburg zurück und schloss dort 1991 sein Habilitationsverfahren, mit dem er die Venia legendi für die Fächer Bürgerliches Recht, Zivilverfahrensrecht und Rechtsvergleichung erwarb, ab.
Anschließend vertrat er ein Semester lang einen Lehrstuhl an der Universität Konstanz, bevor er 1992 einem Ruf der TU Dresden folgte. Dort hatte er bis September 2018 den Lehrstuhl für Bürgerliches Recht, Zivilverfahrensrecht, Notarrecht und Rechtsvergleichung inne. Von 1995 bis 1997 war er Dekan der Dresdner juristischen Fakultät. Seit dessen Gründung ist Lüke zudem der Direktor des Instituts für Ausländische und Internationale Rechtsangleichung. Außerdem ist er seit 2003 Fachbereichsleiter Rechtswissenschaft an der Dresden International University. Zwischen 1996 und 2009 war Lüke außerdem Richter im Nebenamt am Oberlandesgericht Dresden. Im Anschluss daran ließ er sich beurlauben und war bis 2011 als Rechtsanwalt in München tätig. Im Zuge der Restrukturierung der Juristenausbildung in Sachsen ist Lüke im September 2018 an die Universität Leipzig gewechselt. Dort hat er den Lehrstuhl für Bürgerliches Recht, Zivilverfahrensrecht, Notarrecht und Rechtsvergleichung an der Universität Leipzig inne.
Wolfgang Lüke ist der Sohn von Gerhard Lüke. Er ist verheiratet mit Barbara Lüke, der amtierenden Bürgermeisterin von Pulsnitz, und Vater einer Tochter.

## Werke (Auswahl)
Lüke lehrt und forscht insbesondere zum Insolvenzrecht und dem Zivilprozessrecht. Darüber hinaus bilden auch das Erb- und Sachenrecht, das Wohnungseigentumsrecht nach dem Wohnungseigentumsgesetz die europäische Rechtsangleichung Forschungsschwerpunkte. Dies wird unter anderem durch zahlreiche Kommentierungen in Fachkommentaren zum Wohnungseigentumsgesetz und zur Insolvenzordnung deutlich.
- Die persönliche Haftung des Konkursverwalters. C.H. Beck, München 1986, ISBN 978-3-406-31178-9 (Dissertation).
- Vertragliche Störungen beim „entgeltlichen“ Erbvertrag. C.F. Müller, Heidelberg 1990, ISBN 978-3-8114-1590-4.
- Die Beteiligung Dritter im Zivilprozeß. Mohr Siebeck, Tübingen 1993, ISBN 978-3-16-146105-7 (Habilitationsschrift).
- Persönliche Haftung des Verwalters in der Insolvenz. 3. Auflage. RWS Verlag, Köln 2009, ISBN 978-3-8145-1267-9.
- Zivilprozessrecht - Erkenntnisverfahren, Zwangsvollstreckung, Europäisches Zivilverfahrensrecht. 10. Auflage. C.H. Beck, München 2011, ISBN 978-3-406-61571-9.
- mit Herbert Grziwotz und Roland Saller: Praxishandbuch Nachbarrecht. 2. Auflage. C.H. Beck, München 2013, ISBN 978-3-406-62366-0.
- Zivilprozessrecht I - Erkenntnisverfahren. C.H. Beck, München 2013, ISBN 978-3-406-02073-5.
- Sachenrecht. 3. Auflage. C.H. Beck, München 2014, ISBN 978-3-406-65224-0.